# Брестоваць (Хорватія)
45°20′ пн. ш. 17°35′ сх. д. / 45.33° пн. ш. 17.59° сх. д.
Брестоваць (хорв. Brestovac) – громада і населений пункт в Пожезько-Славонській жупанії Хорватії.

## Населення
Населення громади за даними перепису 2011 року становило 3 726 осіб. Населення самого поселення становило 670 осіб.
Динаміка чисельності населення громади:
Динаміка чисельності населення центру громади:

## Населені пункти
Крім поселення Брестоваць, до громади також входять: 
- Аматовці
- Богдашич
- Боломаче
- Боричевці
- Буснові
- Крлєнці
- Чечаваць
- Чечавацький Вучяк
- Дарановці
- Дежевці
- Долаць
- Доні Гучани
- Горні Гучани
- Івандол
- Ягупліє
- Єминоваць
- Каменська
- Каменські Шеовці
- Каменський Вучяк
- Копривна
- Крушево
- Куйник
- Михайліє
- Міячі
- Мркоплє
- Ново Звечево
- Нурковаць
- Облаковаць
- Орляваць
- Пасиковці
- Павловці
- Перенці
- Подсрече
- Пожеські Брджани
- Расна
- Рушеваць
- Сажіє
- Скендеровці
- Слобощина
- Стриєжевиця
- Шнєгавич
- Шушнярі
- Вилич-Село
- Вранич
- Закоренє
- Заврш'є
- Жигеровці

## Клімат
Середня річна температура становить 10,80°C, середня максимальна – 24,83°C, а середня мінімальна – -5,85°C. Середня річна кількість опадів – 864 мм.
| Клімат поселення                              | Клімат поселення | Клімат поселення | Клімат поселення | Клімат поселення | Клімат поселення | Клімат поселення | Клімат поселення | Клімат поселення | Клімат поселення | Клімат поселення | Клімат поселення | Клімат поселення | Клімат поселення |
| Показник                                      | Січ.             | Лют.             | Бер.             | Квіт.            | Трав.            | Черв.            | Лип.             | Серп.            | Вер.             | Жовт.            | Лист.            | Груд.            |                  |
| Середній максимум, °C                         | 6,14             | 8,08             | 12,49            | 16,74            | 21,70            | 24,83            | 24,56            | 24,06            | 20,09            | 15,01            | 9,36             | 5,31             |                  |
| Середня температура, °C                       | 0,15             | 2,09             | 6,49             | 10,72            | 15,71            | 18,83            | 20,76            | 20,25            | 16,29            | 11,21            | 5,54             | 1,51             |                  |
| Середній мінімум, °C                          | −5,85            | −3,9             | 0,49             | 4,73             | 9,70             | 12,83            | 16,95            | 16,44            | 12,49            | 7,40             | 1,76             | −2,29            |                  |
| Норма опадів, мм                              | 54               | 51               | 56               | 69               | 80               | 102              | 80               | 79               | 67               | 75               | 83               | 68               |                  |
| Середньомісячна швидкість вітру, м/с          | 1.92             | 2.16             | 2.45             | 2.39             | 2.15             | 1.98             | 1.92             | 1.79             | 1.80             | 1.84             | 1.93             | 1.97             |                  |
| Середньомісячна сонячна радіація, кДж/м²·день | 4355             | 7128             | 10914            | 15265            | 19315            | 21410            | 22210            | 19998            | 14885            | 9299             | 4964             | 3665             |                  |
| --------------------------------------------- | ---------------- | ---------------- | ---------------- | ---------------- | ---------------- | ---------------- | ---------------- | ---------------- | ---------------- | ---------------- | ---------------- | ---------------- | ---------------- |
| Джерело:                                      |                  |                  |                  |                  |                  |                  |                  |                  |                  |                  |                  |                  |                  |